# Katharina Franck

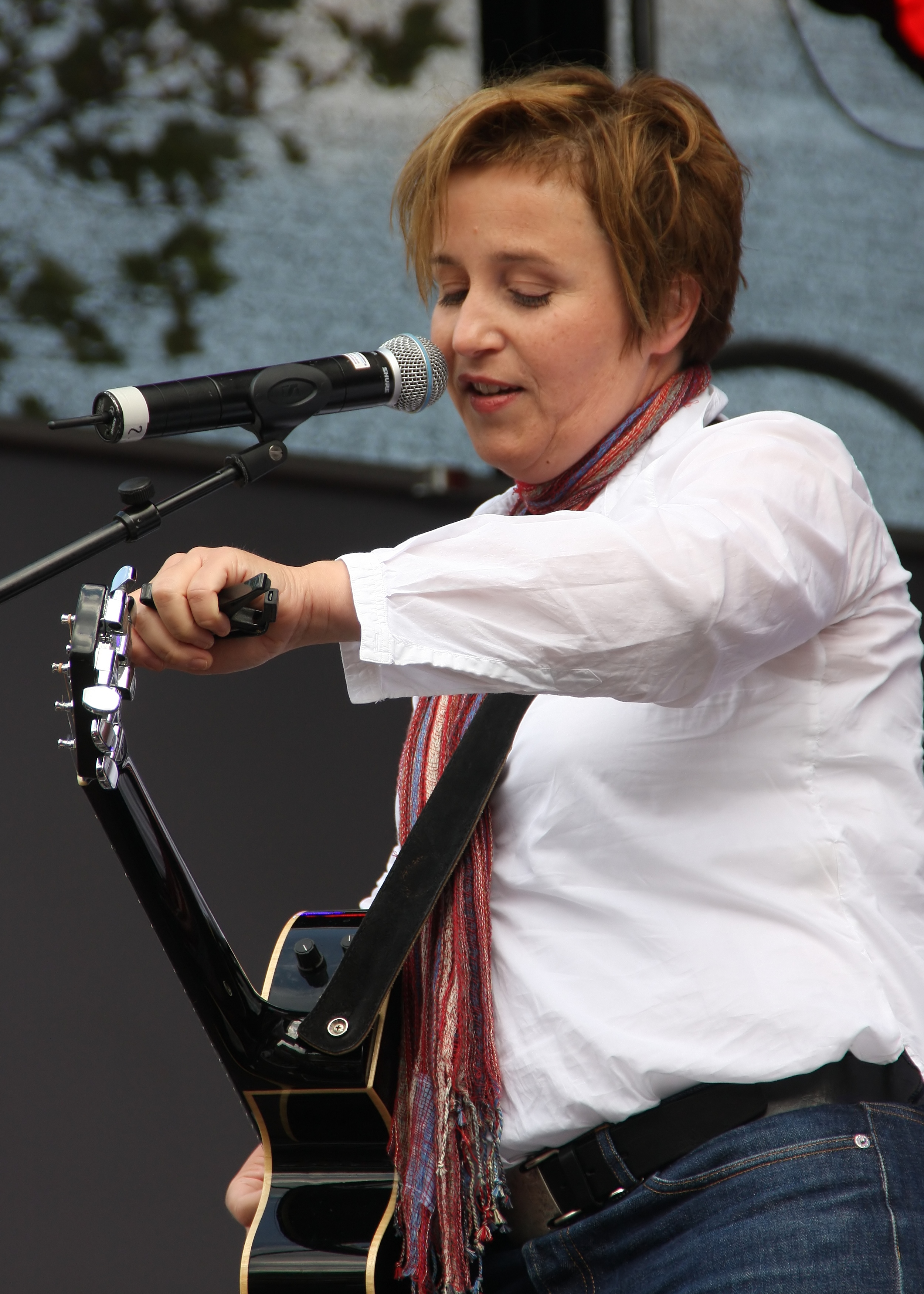
Katharina Franck auf der Cologne Pride 2009

Katharina Franck (* 28. Juli 1963 in Düsseldorf) ist eine deutsche Sängerin und Instrumentalmusikerin. Sie wurde vor allem mit ihrer Band Rainbirds bekannt.

## Leben
Katharina Franck wuchs in Portugal auf, da ihr Vater dort als Thyssen-Vertreter arbeitete. Von 1974 bis 1977 lebte sie in São Paulo, Brasilien, begann Gitarre zu spielen und Songs in englischer Sprache zu schreiben. Zurück in Portugal machte sie ihre ersten Band-, Bühnen- und Studioerfahrungen.
1981 zog sie nach Köln. Es folgten erste Versuche mit Cut-ups, Gedichten und Prosa in deutscher Sprache. Beim Popkurs an der Hochschule für Musik und Theater Hamburg nahm sie erste Gesangsstunden. 1983 zog sie nach Berlin und hielt sich zunächst mit Halbtagsjobs über Wasser. 1985 wurde sie Mitglied der Band Les Black Carnations, bei der sie unter dem Namen Justine Time firmierte.
Im Frühjahr 1986 gründete sie die Band Rainbirds, mit der sie den Berliner Senatsrockwettbewerb gewann und daraufhin von der Schallplattenfirma Mercury unter Vertrag genommen wurde. Die Single Blueprint wurde 1988 zum europaweiten Hit. Die Band wurde mehrmals neu formiert und veröffentlichte insgesamt sechs Studioalben. Als letzte Veröffentlichung erschien 2014 Yonder.
1990 bis 1994 war sie Mitglied der Band Stein (neben FM Einheit von den Einstürzenden Neubauten und Ulrike Haage), mit der sie drei Alben veröffentlichte.
Nach diversen Gastauftritten und einer Hörspielveröffentlichung erschien 1997 Francks erstes Soloalbum Hunger, von ihr als Gesprochene Popsongs bezeichnet. 2002 erschien das zweite Soloalbum Zeitlupenkino mit weiteren Gesprochenen Popsongs.
2006 erschien mit First Take Second Skin ein Singer-/Songwriter-Album in englischer Sprache, gefolgt von On the Verge of an Autobiography im Jahr 2008.
Zwischen Herbst 2009 und Herbst 2010 brachte Katharina Franck eine Song-Retrospektive auf die Bühne. An die 30 Titel sämtlicher Alben, Frühwerke, und neue, noch unveröffentlichte Songs. Noch währenddessen begann die Zusammenarbeit mit Reinhardt Repkes Club der toten Dichter. Es entstand das Album Eines Wunders Melodie – Rainer Maria Rilke neu vertont. Die gemeinsame Tournee quer durch Deutschland begann am 10. September 2010 und endete am 28. Januar 2012.
Sie ist langjähriges Mitglied im Paul Klinger Künstlersozialwerk e. V., das sich für Künstlerinnen und Künstler aller Gewerke einsetzt.

## Privatleben
Franck wohnt seit 2012 in Neuruppin, ihre Lebensgefährtin wohnt in Berlin. Ihre Mutter wohnt in Portugal.

## Diskografie

### Als Katja Wingels bei Club 46
- Ein neuer Wind weht (1982)

### Als Justine Time bei Les Black Carnations
- These Were Les Black Carnations (1988)
- Beat The Attitude (1986)

### Mit den Rainbirds
- Rainbirds (1987)
- Call Me Easy, Say I’m Strong, Love Me My Way, It Ain’t Wrong (1989)
- Two faces (1991)
- In a different light (1993)
- Making Memory (1996)
- Forever (1997)
- 3000.live (1999)
- Yonder (2014)

### Mit der Gruppe Stein
- Stein (1990)
- Steinzeit (1992)
- König Zucker (1994)

### Solo
- Hunger (1997)
- Zeitlupenkino (2002)
- First Take Second Skin (2006)
- On the verge of an autobiography (2008)
- Musik! Musik! (2018)
- Céu de olho (2021)

### Gastauftritte
- Gudrun Gut – Members of the Ocean Club (1996)
- Ammer/Haage – Seven Dances Of The Holy Ghost (1998)
- Rosanna & Zélia – Coisario (1999)
- Kerstin Kaiser und Marc Sieper: Edgar Allan Poe – Visionen (2006)[5]
- Reinhardt Repkes Club der toten Dichter – Eines Wunders Melodie – Rainer Maria Rilke neu vertont (2010)
- Reinhardt Repkes Club der toten Dichter – So und nicht anders – Theodor Fontane neu vertont (2019)

## Hörspiele
- 1999: Franck/Haage/Bowles: Bei unserer Lebensweise ist es sehr angenehm, lange im Voraus zu einer Party eingeladen zu werden. Mit Judith Engel, Katharina Franck, Tatja Seibt. BR Hörspiel und Medienkunst 1999. Von der Deutschen Akademie der Darstellenden Künste als Hörspiel des Monats September 1999 ausgezeichnet.[6]
- 1999: Seven Dances Of The Holy Ghost. Hörspiel von Ammer/Haage
- 2005: Franck/Haage: Ich war fischen, SWR 2005 radioARTliteratur. Ursendung am 1. Mai 2005
- 2007: Das Signal wurde über Radio gegeben. Mit Katharina Franck, Mathias Mauersberger. Regie: Katharina Franck. BR Hörspiel und Medienkunst 2007. Ursendung 4. Mai 2007. Als Podcast/Download im BR Hörspiel Pool.[7]
- 2007: Nazaré – nicht die Stadt, die Frau. Hörspiel mit Katharina Franck. Komposition: Nuno Rebelo, Regie: Katharina Franck. BR Hörspiel und Medienkunst 2007. Als Podcast/Download im BR Hörspiel Pool.[8]
- 2013: Andreas Ammer: Gott. Mit Katharina Franck, Andreas Ammer, Carl-Ludwig Reichert.  Komposition: Console / NU / Karl Ivar Refseth. Regie: Andreas Ammer. BR Hörspiel und Medienkunst 2013. Als Podcast/Download im BR Hörspiel Pool.[9]
- 2014: Hannah Höch: Weiter in die Nacht. Terminkalender 1937–1939
- 2018: Hugo Ball: Tenderenda der Phantast